# Into the Breach
Into the Breach è un videogioco strategico a turni sviluppato e pubblicato da Subset Games, casa di sviluppo composta da Justin Ma e Matthew Davis. È il secondo gioco dello studio, dopo FTL: Faster Than Light. L'autore Chris Avellone ha collaborato alla scrittura di alcuni dialoghi, e la musica è composta da Ben Prunty. È stato pubblicato per Microsoft Windows il 27 febbraio 2018, con le versioni di macOS e Linux che usciranno in seguito. Il 28 agosto 2018 è uscita la versione per Nintendo Switch.

## Modalità di gioco
Into the Breach è ambientato in un lontano futuro in cui l'umanità combatte contro un esercito di mostri giganti chiamati Vek. Per combatterli, il giocatore controlla i soldati che gestiscono mech giganti che possono essere equipaggiati con una varietà di armi, armature e altre attrezzature. Il gioco utilizza un sistema di combattimento a turni, che consente al giocatore di coordinare le azioni della propria squadra in risposta a mosse e azioni nemiche che servono a indirizzare i loro attacchi.
In combattimento, il giocatore controlla tre diversi mech contro il Vek, e gli verrà dato un obiettivo per quella mappa insieme ad un numero prestabilito di turni per completare quell'obiettivo. L'obiettivo principale di ogni mappa è proteggere le strutture civili che supportano la rete elettrica che supporta i mech, ma possono essere presentati ulteriori obiettivi. Se una struttura civile viene danneggiata o distrutta, la rete elettrica si indebolisce. Ad ogni turno, le forze di Vek si muovono su tutta la linea e attaccano. Al giocatore viene mostrata la direzione dell'attacco previsto dell'unità Vek, e le informazioni sul numero di mosse che l'unità Vek è in grado di effettuare, così come il loro stato di salute rimanente, sono disponibili sullo schermo. L'apparizione di nuovi Vek è presente in ogni turno. Ciò dà al giocatore la possibilità di muovere ciascun mech e sparare una delle sue armi per sconfiggere l'unità Vek, spingere il Vek su una linea di attacco, evitare un attacco, intercettare Vek appena generati o che attaccano strutture civili. I Mech possono subire solo una quantità limitata di danni durante la battaglia prima di diventare inutilizzabili, sebbene un giocatore possa avere un mech inattivo a turno per riparare qualche danno; il danno da battaglia è altrimenti completamente riparato tra le mappe. I piloti di mech che sconfiggono un Vek ottengono punti esperienza, che possono essere utilizzati per sbloccare nuove abilità. Il gameplay di Into the Breach è stato paragonato a quello degli scacchi, in quanto non è tanto importante sopraffare le forze avversarie, quanto invece mantenere il controllo della posizione e sacrificare le unità per ottenere un vantaggio maggiore.
Similmente a FTL, il gioco è suddiviso in una sequenza di isole ciascuna con un numero di scenari (in base ai settori dell'isola) da completare; mentre le isole restano le stesse in ogni gioco, gli scenari stessi sono generati proceduralmente in modo simile a quello di un roguelike. Ogni isola è caratterizzata da un diverso ecosistema e gestita da una differente multinazionale. Dopo aver completato la prima isola, al giocatore viene data la scelta di quali isole in sequenza proteggere successivamente; le isole hanno varie condizioni che possono influenzare gli scenari di combattimento, e a condizioni più pericolose si possono ottenere ricompense maggiori completando gli scenari su ciascuna. Se il giocatore perde uno scenario, a causa del fatto che i suoi 3 mech diventano disabilitati, perde la propria rete elettrica, o non riesce a proteggere un bersaglio specifico per quello scenario, allora il giocatore ha la possibilità di inviare uno dei piloti indietro nel tempo prima dell'inizio della prima missione - iniziando in modo efficace una nuova partita - mantenendo la loro attuale esperienza e abilità per dare un vantaggio alle prossime battaglie.

## Accoglienza
I recensori del sito Web Rock Paper Shotgun hanno descritto il gameplay come un mix di Pacific Rim e Edge of Tomorrow a causa degli elementi del viaggiare nel tempo. Altri miglioramenti permanenti, come nuovi piloti o set di mech, diventano disponibili man mano che il giocatore completa vari obiettivi.